# Колективний нарцисизм

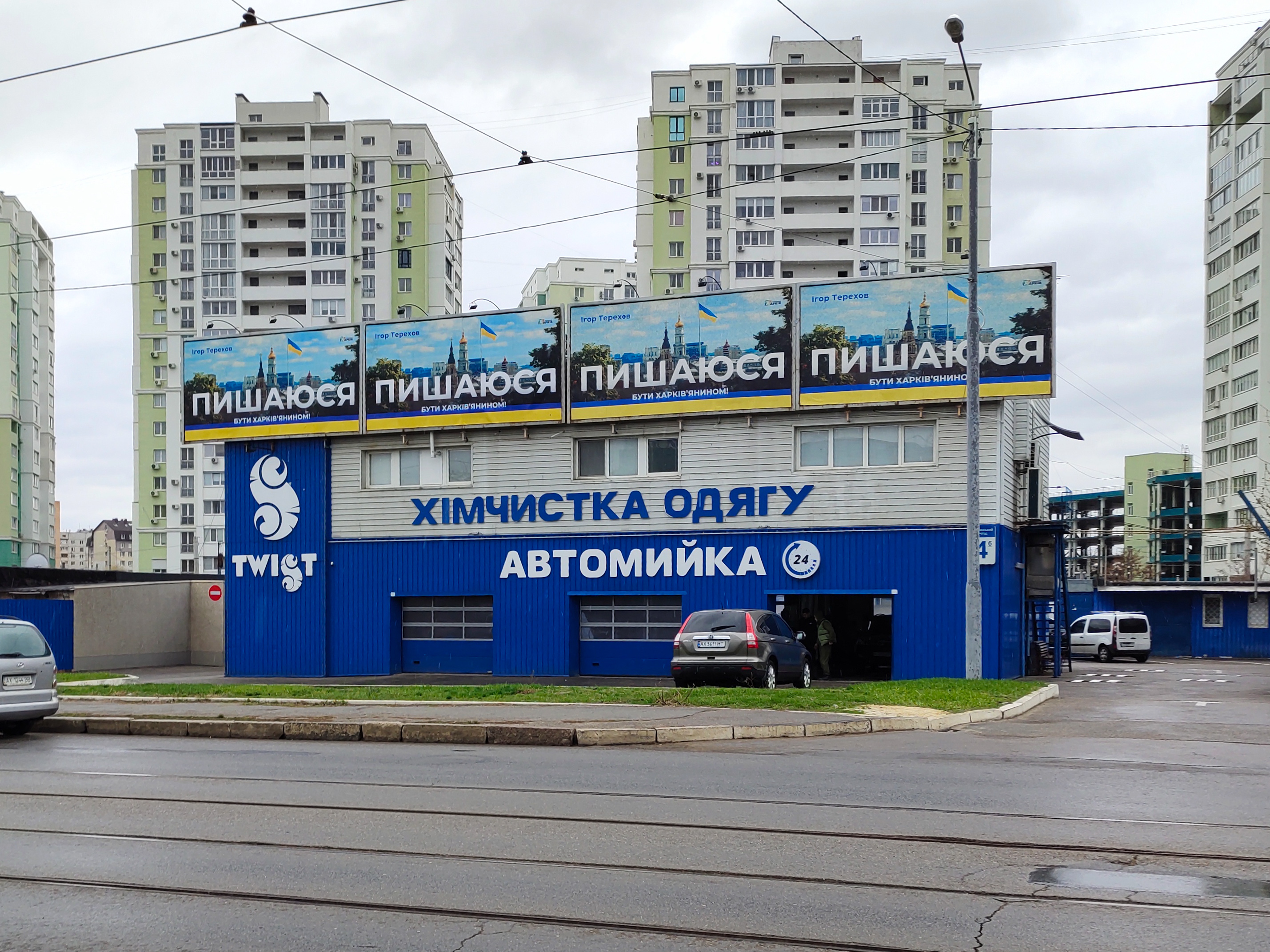
Чотири однакові плакати «Пишаюся бути харків'янином». Приклад колективного нарцисизму через виявлення надмірної патріотичности, ніби народитися у будь-якому місті — звершення

Колективний нарцисизм (або груповий нарцисизм) — у соціальній психології, тенденція перебільшувати позитивний образ і значущість групи, до якої належить людина. Група може визначатися за ідеологією, расою, політичними переконаннями/позицією, релігією, сексуальною орієнтацією, соціальним класом, мовою, національністю, статусом зайнятості, рівнем освіти, культурними цінностями чи будь-якою іншою характеристикою внутрішньої групи. Хоча класичне визначення нарцисизму зосереджене на індивіді, колективний нарцисизм поширює це поняття на надмірно високу оцінку соціальної групи людини й припускає, що група може функціонувати як нарцисичний суб'єкт.
Колективний нарцисизм пов'язаний з етноцентризмом. У той час як етноцентризм є утвердженням переваги внутрішньої групи, колективний нарцисизм — це захисна тенденція вкладати невиконані очікування у віру в унікальність і велич своєї групи. Таким чином, очікується, що внутрішня група стане засобом реалізації фрустрованого почуття власної винятковості. Крім того, етноцентризм головним чином зосереджується на культурному чи етнічному рівні, тоді як колективний нарцисизм поширюється на будь-який тип внутрішньої групи.
Колективний нарцисизм асоціюється з міжгруповою ворожістю.

## Розвиток концепції
У своєму дослідженні 1922 року «Психологія мас і аналіз «Я» людини» Зигмунд Фрейд зауважив, що кожен невеликий кантон дивиться на інші з презирством, що є прикладом того, що пізніше стане відомим як теорія колективного нарцисизму Фрейда. Вільгельм Райх та Ісая Берлін досліджували те, що останній називав зростанням сучасного національного нарцисизму: самообожнювання народів. «Груповий нарцисизм» описаний у книзі 1973 року «Анатомія людської деструктивності» психолога Еріха Фромма. У 1990-х роках П'єр Бурдьє писав про своєрідний колективний нарцисизм, що впливає на інтелектуальні групи й схиляє їх до самозамилування. Зазначаючи, як бажання людей бачити свої групи кращими за інші може призводити до міжгрупових упереджень, Анрі Ташфель у 1970-х і 1980-х роках розробив теорію соціальної ідентичності. Вона стверджує, що мотивація людей отримувати позитивну самооцінку від своєї групової приналежності є рушійною силою міжгрупових упереджень. Сем Вакнін написав есе про «колективний нарцисизм» у 2002 році у своїй книзі «Злоякісне самозахоплення: Переосмислення нарцисизму». Термін «колективний нарцисизм» був знову висвітлений дослідницею Агнєшкою Голец-де Завалою, яка створила шкалу колективного нарцисизму і розробила дослідження міжгрупових і політичних наслідків цього явища. Люди, які мають високі показники за цією шкалою, погоджуються з тим, що їхня група не отримує достатнього визнання та що вона заслуговує на особливе ставлення. Вони наполягають на тому, що їхня група повинна отримувати особливе визнання та повагу.
Шкала була змодельована на основі Інвентаризації нарцисичних рис особистости. Однак колективний і індивідуальний нарцисизм мають лише помірний рівень кореляції. Лише колективний нарцисизм передбачає міжгрупові поведінкові прояви та ставлення. Колективний нарцисизм пов'язаний із вразливим нарцисизмом (індивідуальний нарцисизм, що проявляється як недовірливий і невротичний міжособистісний стиль), грандіозним нарцисизмом (індивідуальний нарцисизм, що проявляється як надмірно самозвеличувальний міжособистісний стиль), а також із низькою самооцінкою. Це відповідає теорії Теодора Адорно, який припускав, що колективний нарцисизм сприяв підтримці нацистської політики в Німеччині та був відповіддю на підрив почуття власної значущості.

## Характеристика та наслідки
Колективний нарцисизм характеризується тим, що члени групи мають завищене уявлення про свою спільноту, що вимагає постійного зовнішнього підтвердження. Колективний нарцисизм може проявлятися як в окремої особи від імені певної соціальної групи, так і у всієї групи в цілому. Дослідження показали, що учасники могли застосовувати твердження шкали колективного нарцисизму до різних груп: національних, етнічних, релігійних, ідеологічних, політичних, студентів одного університету, вболівальників футбольних команд, професійних груп і організацій. Колективно нарцисичні групи потребують зовнішнього підтвердження, так само як і індивідуальні нарциси. Організації та групи, які демонструють таку поведінку, зазвичай намагаються захистити свою ідентичність, заохочуючи поведінку, що зміцнює групову єдність (це є позитивним підкріпленням).
Колективний нарцисизм передбачає ворожість у відповідь на минулі, теперішні, реальні або уявні образи групи, а також негативне ставлення до груп, які сприймаються як загроза. Він також спричиняє постійне відчуття загрози в міжгрупових ситуаціях, навіть якщо це вимагає значного перекручення реальності для того, щоб розцінити ситуацію як образливу чи загрозливу. Наприклад, у Туреччині колективні нарциси відчували приниження через очікування країни на вступ до Європейського Союзу. Після такого незначного інциденту, як жарт польської знаменитості про уряд країни, польські колективні нарциси погрожували фізичним покаранням і відкрито раділи невдачам «винуватця». Колективний нарцисизм також сприяє вірі в теорії змови щодо таємних зловмисних дій зовнішніх груп.
| Індивідуальний нарцисизм                                                   | Колективний нарцисизм                                                                    |
| -------------------------------------------------------------------------- | ---------------------------------------------------------------------------------------- |
| Ви хочете, щоб люди визнавали ваш авторитет.                               | Вони хочуть, щоб інші визнавали авторитет їхньої групи.                                  |
| Ви маєте природний талант впливати на людей.                               | Їхня група має всі передумови для впливу на інших.                                       |
| Якби ви правили світом, він був би набагато кращим місцем.                 | Якби їхня група правила світом, він був би набагато кращим місцем.                       |
| Ви є винятковою особистістю.                                               | Їхня група є винятковою.                                                                 |
| Вам подобається бути в центрі уваги.                                       | Вони люблять, коли їхня група перебуває в центрі уваги.                                  |
| Ви ніколи не будете задоволені, поки не отримаєте все, на що заслуговуєте. | Вони ніколи не будуть задоволені, поки їхня група не отримає все, на що вона заслуговує. |
| Ви наполягаєте на тому, щоб отримати належну вам повагу.                   | Вони наполягають на тому, щоб їхня група отримала належну їй повагу.                     |
| Ви хочете досягти значного статусу в очах світу.                           | Вони хочуть, щоб їхня група досягла значного статусу в очах світу.                       |
| Люди ніколи не визнають ваші досягнення належним чином.                    | Багато людей не розуміють повної важливості їхньої групи.                                |

## Колективне проти індивідуального
Існує кілька взаємозв'язків між колективним і індивідуальним нарцисизмом, або між індивідуальним нарцисизмом, що виникає внаслідок групової ідентичності чи діяльності. Однак жоден з цих зв'язків не є універсальним або остаточним. У деяких випадках колективний нарцисизм є ідеалізацією індивідом своєї групи, а в інших — ідеалізація відбувається на рівні самої групи, а не окремого її члена. В деяких випадках людина може проєктувати своє завищене уявлення про себе на свою групу, а в інших — індивідуальний нарцисизм може розвиватися через приналежність до престижної, успішної чи видатної групи.
Приклад першого випадку — національна ідентичність. Людина може відчувати велику любов і повагу до своєї країни, прапора, народу, міста чи урядової системи через колективно нарцисичний погляд. Важливо пам'ятати, що такі почуття не обов'язково є наслідком колективного нарцисизму, і що він не є єдиною причиною патріотизму чи інших проявів групової ідентичності. Однак у певних випадках ідеалізація своєї групи (наприклад, нації) може бути проявом колективного нарцисизму.
Якщо ж ідеалізація власного «Я» проєктується на групу, груповий нарцисизм має менший вплив на її членів. Зазвичай у такій ситуації окремий індивід — уже нарцис — використовує групу для підвищення власної самооцінки. Ідентифікуючи себе з групою та активно її підтримуючи, нарцис водночас підвищує і свою самооцінку, і статус групи. Однак оскільки цей зв'язок менш міцний, такі нарциси часто відмежовуються від груп, які, на їхню думку, шкодять їхньому іміджу або яка не покращується пропорційно до обсягу підтримки, яку вони вкладають у групу.
Залученість людини до своєї групи також є фактором рівня колективного нарцисизму, який вона демонструє. Чим більше людина залучена до діяльності групи, тим вищу думку вона має про неї. Це може бути пов'язано як із посиленням прив'язаності до групи, так і з відчуттям особистого внеску в її успіх. Інша думка стверджує, що індивідуальний нарцисизм пов'язаний із колективним нарцисизмом, який проявляється на рівні окремих членів групи. Особисті нарциси, які бачать свою групу як продовження себе, будуть палко захищати її (колективний нарцисизм), щоб зберегти власний соціальний статус. Це створює певну проблему: хоча індивідуальні нарциси можуть героїчно захищати свою групу в міжгрупових конфліктах, у внутрішньогрупових ситуаціях вони можуть створювати проблеми, вимагаючи захоплення собою та демонструючи більш егоїстичну поведінку на внутрішньогруповому рівні — індивідуальний нарцисизм.
З іншого боку, можна виділити ще один зв'язок між колективним нарцисизмом та індивідуальним рівнем особистості. Люди з низькою самооцінкою або психологічно травмовані можуть вкладати свою ідентичність у добробут своєї групи, що нагадує «ідейно голодних» послідовників у відносинах харизматичного лідера та його прихильників. Такі люди шукають підтримки та відчуття безпеки в належності до групи, проте сильний харизматичний лідер не є обов'язковою умовою для того, щоб вони почувалися впевненіше, формуючи нарцисичний погляд на свою групу.

## Відносини між харизматичним лідером і послідовниками
Ще одним аспектом колективного нарцисизму є «відносини між харизматичним лідером і послідовниками», концепція, яку розробив політичний психолог Джерролд Пост. Він вважає, що колективний нарцисизм проявляється як сукупність окремих нарцисів і пояснює, як такий тип взаємовідносин виникає, коли нарцисичний харизматичний лідер приваблює нарцисично налаштованих «ідеало-залежних» послідовників.
Ключовою характеристикою цих відносин є прояви нарцисизму як у лідера, так і у його послідовників. У цій системі виділяють два типи нарцисів: «дзеркально-залежного» (лідер) та «ідеало-залежного» (послідовники). Лідер потребує постійного захоплення та поваги з боку своїх прихильників. Натомість послідовники знаходять упевненість та захист у його харизмі. Взаємозв'язок між ними є своєрідно симбіотичним: послідовники забезпечують лідера необхідною похвалою, а лідер задовольняє їхню потребу в сильному та впевненому керівнику. По суті, як лідер, так і послідовники виявляють сильні колективні нарцисичні почуття — обидві сторони шукають більшого виправдання та причини любити свою групу якомога більше.
Найвідомішим прикладом цього явища є нацистська Німеччина. Адольф Гітлер, використовуючи свою харизму та поляризаційну риторику, задовольняв потребу німецького народу у сильному лідері. Його виступи підкреслювали «силу» Німеччини та «слабкість» євреїв. Деякі свідки навіть описували його промови як «гіпнотичні», навіть для тих, хто не розмовляє німецькою, а його масові мітинги — як «спостереження за масовим гіпнозом». Гітлер переконав німців, що вони не є слабкими, а позбувшись «слабких» елементів (євреїв), вони зможуть зміцнити власну велич.

## Міжгрупова агресія
Колективний нарцисизм є фактором міжгрупової агресії та упереджень. Основні прояви колективного нарцисизму у відносинах між групами включають агресію проти зовнішніх груп, які сприймаються як загроза. Це пояснює ірраціональні акти помсти між групами. Нарцисична група є більш чутливою до критики з боку інших спільнот і частіше відповідає агресією. Також колективний нарцисизм пов'язаний із негативним ставленням між групами, що мають історію конфліктів або ворожнечі. Члени нарцисичної групи можуть сприймати ворожість там, де її насправді немає. Вважається, що така підвищена чутливість спричинена прихованими сумнівами щодо величі своєї групи.
Подібно до індивідуального нарцисизму, колективний нарцисизм передбачає агресивну реакцію на приниження чи загрозу іміджу групи. Якщо індивідуальний нарцис агресивно реагує на особисті образи, то колективний нарцис або група, яка володіє цими рисами, реагує агресією, якщо їхня репутація опиняється під загрозою. Наприклад, люди з високим рівнем національного нарцисизму бояться висміювання своєї нації, водночас отримуючи задоволення від зневажання інших країн.
Дослідження, проведене серед дітей 6-9 років психологинею Джудіт Гріффітс, показало, що їхні групи поводяться подібно до інших відомих колективно-нарцисичних спільнот у питаннях міжгрупової агресії. Діти мали значно вищу думку про свою групу порівняно з іншими й виявляли певні форми агресії щодо «чужих» груп, прямо чи опосередковано.

## Етноцентризм
Колективний нарцисизм і етноцентризм тісно пов'язані: вони можуть бути взаємопов'язаними й часто співіснують, але залишаються незалежними, тобто один може існувати без іншого. У дослідженні Бориса Бізуміча було показано, що певні прояви етноцентризму є формою групового нарцисизму. Проте не всі форми етноцентризму базуються на нарцисизмі, так само як і не всі випадки колективного нарцисизму є етноцентричними.
Є припущення, що етноцентризм, який проявляється у дискримінації чи агресії на основі любові до своєї групи, або через виключення інших груп, які вважаються меншовартісними, є одним із проявів колективного нарцисизму. У цьому сенсі колективний нарцисизм може перетинатися з етноцентризмом, залежно від прийнятих визначень і широти їхнього розуміння.

## Колективний нарцисизм у світі
Загалом колективний нарцисизм найсильніше проявляється в групах, що мають велике значення для особистості, таких як релігія, національність, гендерна або сексуальна ідентичність, етнічна приналежність. Як зазначалося раніше, національна ідентичність (як у випадку нацистської Німеччини) є прикладом колективного нарцисизму, пов'язаного з етнічною та національною приналежністю.
Крім того, колективний нарцисизм часто посилюється під час конфліктів або загострення агресії. У культурному контексті суспільства, які надають великого значення індивідуальності, більш схильні до проявів колективного нарцисизму, коли індивідуальне відчуття величі переноситься на соціальні групи. Нарцисичні групи не обов'язково складаються з однорідної маси людей з однаковими рівнями індивідуального чи колективного нарцисизму. Одна з цитат Гітлера добре ілюструє цей феномен: «Моя група краща й важливіша за інші, але вона все одно мене не варта». Водночас це твердження суперечить інтерпретації колективного нарцисизму, запропонованій Голець де Завалою та його колегами, які вважають, що колективні нарциси вкладають свою вразливу самооцінку в перебільшений образ своєї групи й не можуть дистанціюватися від неї, адже саме через неї вони відчувають власну значущість.